# Abel López Chas
 Abel López Chas  fue un arquitecto y escenógrafo que trabajó en Argentina en varias películas en las décadas de 1940 y 1950. Integró el colectivo de arquitectos renovadores conocido como Grupo Austral.

## Premio
Por el filme Escuela de campeones la Academia de Artes y Ciencias Cinematográficas de la Argentina le otorgó el premio Cóndor Académico a la mejor escenografía de 1950.

## Filmografía
Escenógrafo
- Crisol de hombres (1954)
- Ritmo, sal y pimienta (1951)
- Escuela de campeones (1950)
- Bólidos de acero (1950)
- Mundo extraño o Die Göttin vom Rio Beni (1950)
- Mary tuvo la culpa (1950)
- Con los mismos colores (1949)
- Emigrantes (1948)
- La dama del collar (1948)
- No me digas adiós (1947)
- Centauros del pasado (1944)
- Frontera Sur (1943)